# Gianfranco Ferroni
Gianfranco Ferroni (Livorno, 22 febbraio 1927 – Bergamo, 12 maggio 2001) è stato un pittore italiano, appartenente al movimento della Metacosa.

## Biografia
Trascorre l'infanzia nelle Marche, ad Ancona, ove il padre esercitava la professione di ingegnere mentre lui frequenta il liceo scientifico. A causa degli eventi legati alla guerra dal capoluogo marchigiano nel 1944, con tutta la famiglia, emigra prima a Milano e poi a Tradate in provincia di Varese, incalzati dalle truppe tedesche. Ed è proprio qui, a Tradate, che vivrà un momento travagliato e di grande solitudine che segnerà, successivamente, anche la sua produzione all'inizio degli anni sessanta.
Solo nel 1952 se ne andò di casa a causa di un difficile rapporto con i genitori, che si oppongo al suo desiderio di dedicarsi all'arte, costringendolo ad avvicinarsi alla pittura da autodidatta; attività segnata sin da subito dalla militanza politica che influirà notevolmente sulla scelta delle tematiche a venire.
Nel 1946, nonostante le opposizioni, comincia a frequentare l'ambiente dell'Accademia di Brera e del Bar Giamaica dove ha occasione di incontrare il critico Franco Passoni e artisti come Dova, Crippa, Meloni, oltre a Ajmone, Morlotti, Francese e Chighine, le cui ricerche rappresentarono per lui uno stimolo importante per la formazione di una poetica personale. Nel 1949 si iscrive al Partito Comunista italiano del quale straccerà, nel 1956, la tessera come gesto di protesta in seguito alla rivolta di Ungheria. Il trasferimento definitivo da Tradate a Milano avviene nel 1952 quando Ferroni, venticinquenne, decide di lasciare la famiglia per dedicarsi all'attività pittorica nel luogo privilegiato del dibattito corrente, animato dalla disputa storica fra realismo e astrazione.
Autodidatta, si lega artisticamente, a partire dal 1956, ai pittori del cosiddetto Realismo esistenziale, rappresentato da Giuseppe Guerreschi, Bepi Romagnoni, Mino Ceretti, Giuseppe Banchieri, Giuseppe Martinelli, Floriano Bodini e Tino Vaglieri che operano intorno a metà degli anni cinquanta, con richiami alla filosofia di Jean-Paul Sartre. Sarà proprio nel 1956 che, insieme a Vaglieri - divenuto suo coinquilino nello studio di corso Garibaldi 89 - farà un viaggio di studio in Sicilia dal quale tornarono con una consapevolezza pittorica accesa da una nuova poetica realista. Di stampo meno impegnato e militante, rispetto a quello della serie dei disegni d'Ungheria, ma più incline al racconto di situazioni di ordinaria quotidianità, destinato a sfociare nella poetica dell'oggetto; "metterci cioè la 'cosa' davanti e dipingerla senza secondi fini né mitizzazioni". Si tratta della prima importante svolta nella ricerca di Ferroni.
Nel 1957 Ferroni è invitato alla quinta edizione della rassegna "Italia-Francia", a Torino, curata da Luigi Carluccio, mentre, l'anno successivo, approda, accanto a Banchieri, Romagnoni e Guerreschi alla Biennale di Venezia.
Il 1958 è per lui un anno di riflessione venato di inquietudine per le sorti del proprio operato. Gli incontri con Giovanni Testori e Mario Roncaglia, direttore della Galleria 'il Fante di Spade' di Roma, risalgono a questo periodo e saranno determinanti per il suo riconoscimento a livello critico e di pubblico. Nel 1959 partecipa alla Quadriennale di Roma e alla Biennale del Mediterraneo di Alessandria d'Egitto. Avviene in quest'epoca un'ulteriore svolta nella ricerca del maestro, che tende ad abbandonare gradualmente, nel corso degli anni sessanta, le vedute urbane e i ritratti caratterizzati dal forte gesto istintivo, per concentrarsi invece sulla descrizione degli interni, del suo studio, con tavoli da lavoro affollati di oggetti e immersi nel buio.
Nel 1964 sarà alla Biennale di Tokyo, l'anno successivo di nuovo alla Quadriennale di Roma, tornerà nel 1968 alla Biennale di Venezia dove gli verrà assegnata una sala personale. Una volta allestito lo spazio, tuttavia, decide - aderendo ai moti e alle proteste giovanili del momento - di esporre i dipinti rivolti verso la parete. Mentre altri colleghi si associano alla manifestazione di dissenso lasciando le opere girate per un solo giorno, Ferroni, fedele al proprio impegno ideologico, lascerà i quadri coperti per l'intera durata della mostra.
Gli anni sessanta sono, di fatto, gli anni in cui il lavoro di Ferroni assume una decisa piega politica, nonostante sia sempre stato un pittore autobiografico.
Dal 1968 al 1972, Ferroni abita a Viareggio, in una sorta di isolamento che preannuncia un altro mutamento della sua poetica e un nuovo stadio della sua pittura, sempre più focalizzata sull'interno, fisico e psicologico, dello studio, dove gli oggetti presi a modello divengono "alibi", come spiegherà più tardi in una lettera scritta a Maurizio Fagiolo dell'Arco: "alibi per indagare e valorizzare lo spazio e la luce, veri e soli protagonisti del mio interesse attuale (nell'attesa e nella speranza che questo porti significanza all'alibi)". Durante il periodo viareggino Ferroni dipinge e incide poco. Si tratta di un periodo, infatti, di attesa, passato accanto a nuovi amici, come il pittore e scrittore Sandro Luporini, legato al mondo dello spettacolo per via dei testi musicali e teatrali ideati per Giorgio Gaber.
Nel 1970 Ferroni incontra la futura moglie Carla. Il rapporto con lei lo aiuterà a riprendere con coerenza la ricerca estetica e affrontare un periodo di intensa produzione. Ferroni sposa Carla nel 1974 e nel 1975 nasce la figlia Francesca e la famiglia si trasferisce a Milano, in via Rossellini e, poco dopo, in via Bellezza dove l'artista, nel sotterraneo, allestisce anche il suo nuovo studio.
Dopo il 1975 si collocano alcuni eventi espositivi importanti nella carriera di Ferroni, che presenta i suoi lavori in Italia e all'estero raccogliendo un grande interesse da parte della critica e del pubblico. La personale alla Galleria Documenta di Torino, nel febbraio 1974, rappresenta un episodio importante per la comparsa dei prototipi delle sue stanze silenziose, che d'ora in avanti saranno il leitmotiv della ricerca a venire. Cadono, in questo stesso arco di tempo, la pubblicazione della prima monografia dedicata a Ferroni da Duilio Morosini e la presentazione di Giovanni Testori per la mostra alla Galerie Du Dragon a Parigi, nel 1977, dove aveva già esposto nel 1970 e nel 1971. In anni in cui l'esperienza del Realismo esistenziale milanese stava segnando il panorama della ricerca contemporanea, Ferroni agisce da capofila del movimento.
Gli esordi degli anni ottanta sono marcati subito, proprio nel 1980, da una grande antologica a Napoli che ripercorre per tappe tutta la sua attività, a partire dal 1958. Questo decennio è caratterizzato anche dall'adesione di Ferroni a un altro movimento. Si tratta della Metacosa, nome che identifica un gruppo di autori (con lui Bartolini, Biagi, Luino, Luporini e Tonelli), riunitisi nel suo studio milanese già dal 1979 e sostenuti dal critico Roberto Tassi; esponendo per la prima volta a Brescia nel 1979.
Nel 1982 Ferroni è di nuovo a Venezia con una sala personale, scelto dai curatori, Gian Alberto Dell'Acqua e Giorgio Mascherpa, fra i rappresentanti di quel ritorno alla pittura in aperta polemica con il mondo delle speculazioni concettuali e anche della Transavanguardia. Gli anni ottanta rappresentano pure un decennio importante per la sua ricerca grafica, poiché intensifica lo studio sull'incisione e la litografia e concentra molte esposizioni sull'opera incisa.
Negli anni novanta ogni travaglio sembra improvvisamente quietarsi e le immagini di Ferroni ne sono la prova; gli oggetti, costantemente protagonisti, fluttuano ora in un'aura di magia e di sospensione. Insignito, nel 1993, del Premio Presidente della Repubblica dall'Accademia di San Luca, è protagonista nel 1994 di una vasta antologica alla Galleria d'Arte Moderna di Bologna, con una presentazione di Maurizio Fagiolo dell'Arco. In questo periodo si stabilisce a Bergamo, allestendo un nuovo studio, scenario privilegiato delle sue ultime ambientazioni. Nel 1999 è premiato alla Quadriennale d'Arte di Roma.
Gianfranco Ferroni muore a Bergamo il 12 maggio del 2001.
L'anno seguente, con la regia di Elisabetta Sgarbi, viene realizzato il mediometraggio La notte che si sposta - Gianfranco Ferroni, presentato alla 59ª Mostra d'Arte Cinematografica di Venezia.
Dopo la sua morte, avvenuta nel 2001, gli vengono dedicate varie mostre tra cui quella a Palazzo Reale di Milano, con testi di Vittorio Sgarbi.
Gianfranco Ferroni, soprannominato “Ho chi Minh” per la sua curiosa somiglianza con il leader vietnamita, è riconosciuto come uno dei più validi pittori figurativi italiani del dopoguerra e come un maestro dell'acquaforte.
Sue opere sono state esposte alla mostra Italics curata da F. Bonami a Palazzo Grassi di Venezia (2008) e al Museum of Contemporary Art di Chicago(2009), e alla Biennale di Venezia del 2011 curata da Vittorio Sgarbi.

## Attività

### Pittura
Per Gianfranco Ferroni la pittura ha sempre avuto un forte contenuto autobiografico. Che un artista racconti innanzitutto se stesso è una tautologia, ma nel caso di Ferroni l'inevitabile identità fra arte e vita non è solo coscienza di un fenomeno: è volontà di una testimonianza il più possibile vera e sincera, il più possibile quindi vicina all'esperienza.
La lunga parabola artistica di Ferroni lo ha visto agire da protagonista in anni molto importanti per la cultura italiana, un protagonista che non ha mai urlato con le parole e ha sempre e soltanto continuato a lavorare, lasciando che fossero le immagini create a denunciare, sottolineare, rivelare una condizione personale e universale ad un tempo. Questa lunga parabola diventa oggi possibile e necessario tentare di ricostruire e valutare sullo sfondo delle vicende italiane della pittura, riconfermando quanto essa abbia con rigorosa coerenza girato attorno ad alcuni punti fondamentali, scavandoli in profondità e fino a conoscerli tanto da trasformare la percezione e l'interpretazione della realtà in testimonianza.
Lo spirito critico che Ferroni esercita innanzitutto su se stesso, e quindi sul mondo circostante, è addirittura "crudele" nella sua severità, ed egli non avrebbe mai potuto permettere che le sue energie mentali e creative si disperdessero senza intravedere la possibilità di attingere tale livello di autentica testimonianza. La ricerca di Ferroni non è tanto consistita quindi nella sperimentazione di nuovi linguaggi, quanto piuttosto nell'affinamento del linguaggio prescelto per raccontare ed esprimere ciò che meglio si offriva alla conoscenza: la vita dell'uomo Ferroni.

### Incisione
La prima acquaforte realizzata da Gianfranco Ferroni risale al 1957, Periferia, di cui esiste un unico esemplare, concentrata - in linea con la coeva produzione pittorica - sul tema dei sobborghi metropolitani. Sarà da questo momento in poi, per tutto l'arco della vita, l'attività calcografica diventerà fondamentale nella sua esperienza, tanto da elevarne il corpus inciso (fatto di 264 incisioni e 115 litografie) al livello, per valore e qualità, della produzione pittorica e fare di lui un maestro indiscusso della grafica del secondo Novecento.
Un percorso lungo e articolato, quello incisorio, che, visto in una sequenza di fotogrammi cinematografici, presenta lievi variazioni, appena impercettibili. Spesso, solo a trasformazione avvenuta, ci si rende conto che è modificata complessivamente l'ottica, all'interno di uno sviluppo apparentemente lineare e senza scosse.
Vi era a Milano, a metà degli anni Cinquanta, un clima di tensione civile, anche politico, che animava i giovani autori di quel momento. Il clima culturale dominante è quello caratterizzato dalla revisione del "realismo", che lasciava insoddisfatti, sia per gli esiti che di fatto erano troppo narrativo-descrittivi, sia per i richiami, che non coglievano il nuovo delle avanguardie, sia per il discorso politico, che pareva ormai obsoleto. La revisione fu totale e senza incertezze. Le città di Ferroni - per non aprire volutamente ad altri gruppi - sono un groviglio di segni, sono un intrico esiziale di spirali stringenti, sono segni scaraventati nel rigore delle strutture. Le città sono già il simbolo di un disagio che è connotabile su più piani, da quello genericamente sociale, a quello più propriamente politico.
Con una progressione costante, Ferroni viene costruendo la sua immagine attraverso una diversa modalità che passa attraverso gli sfondi neri delle tavole dell'anno 1961: lo scurirsi della materia coincide con il rinserrarsi dell'immagine all'interno del suo studio. A malapena il personaggio emerge dallo sfondo iscurito. Ed è, come si trova con continuità in Ferroni, un "autoritratto" collocato tra il tavolo e il lume vacillante dal soffitto, un autoritratto che sembra recuperare sia l'andamento filiforme di un Alberto Giacometti, sia l'ispessimento segnico di Wols. Al riemergere della luce, di un'immagine giocata sui due piani di bianco e nero ci si trova immersi in una relazione interno/esterno, che è tipica di Ferroni, ma è presente nel gruppo cui Ferroni è collegabile. Il rapporto interno/esterno è il rapporto del pittore nello studio con la realtà del mondo esterno, sia che essa venga dalla fantasia, sia che la realtà quotidiana entri nello studio attraverso le sue testimonianze.
La grafica precede sempre l'esecuzione pittorica di un medesimo soggetto, di una medesima situazione narrativa.
Il procedimento utilizzato da Ferroni, che diviene maturo nella prodigiosa sequenza di tavole, dal 1962 al 1964, consente che lo spazio si definisca attraverso una serie di presenze: alcune vengono dalla memoria autobiografica, altre vengono dalla memoria storica, colta e sono immagini che emergono dagli abissi di orrore dei lager nazisti; altre ancora sembrano rappresentare i fantasmi che popolano la mente del pittore.